# Zlonín
Zlonín (en allemand : Slonin) est une commune du district de Prague-Est, dans la région de Bohême-Centrale, en République tchèque. Sa population s'élevait à 844 habitants en 2020.

## Géographie
Zlonín se trouve à 5,5 km au sud-ouest de Kostelec nad Labem, à 7 km à l'est-sud-est d'Odolena Voda et à 15,5 km au nord-nord-est de Prague.
La commune est limitée par Kojetice au nord, par Čakovičky et Nová Ves à l'est, par Měšice et Líbeznice au sud, et par Bašť et Předboj à l'ouest.

## Histoire
La première mention écrite de la localité date de 1367.

## Transports
Par la route, Zlonín se trouve à 6,5 km de Kostelec nad Labem, à 9 km d'Odolena Voda et à 22 km du centre de Prague.